# Echinolittorina apicina
Echinolittorina apicina is een slakkensoort uit de familie van de Littorinidae. De wetenschappelijke naam van de soort is voor het eerst geldig gepubliceerd in 1851 door Menke.